# Електрохімічний та електрометалургійний завод у Бу
Електрометалургійний завод у Бу (Бу-де-Гуарнізо, Boo de Guarnizo) – виробничий майданчик хімічного, а потім металургійного спрямування на південній околиці Сантандеру.
Наприкінці XIX – на початку ХХ століть в Іспанії з’явився цілий ряд заводів з виробництва карбіду кальцію, що як джерело ацетилену відігравав важливу роль в індустрії освітлення. Карбід отримували шляхом плавки вапна з вугіллям в електропечах, тому важливим для успіху проекту було забезпечення поставок електроенергії (а карбідна промисловість тяжіла до районів першочергового розвитку гідроенергетики). Одним з таких майданчиків став завод у Бу-де-Гуарнізо, заснований компанією Electro-Metalúrgica del Astillero (EMA) в 1913 році. 
Для забезпечення карбідного заводу уклали договір з компанією Electra de Viesgo – власником тільки-но спорудженої ГЕС Урдон, який був зацікавлений у великому споживачі електроенергії, що міг би поглинати надлишки виробництва у зимовий період з найвищою водністю. Загальна потужність семи печей заводу становила 2 МВт, при тому що ГЕС Урдон первісно мала потужність 2,9 МВт (втім, вже у 1915-му її підсилили).
Відносно обсягів виробництва можливо відзначити, що в 1933 році завод випустив 3728 тонн карбіду.
В 1944-му поряд зі карбідним виробництвом відкрила феросплавний завод компанія Ferroaleaciones de Boo, що належала державній агенції Consejo Ordenador de Minerales Especiales de Interés Militar (COMEIM). В 1950-му Ferroaleaciones de Boo та EMA поєднали свої активи у Ferroaleaciones y Electrometales SA (Fyesa), при цьому сама EMA була поглинена COMEIM в 1958-му (а за два роки COMEIM включили до іншої державної агенції Instituto Nacional de Industria).
З плином часу розвиток електричного освітлення нівелював значення карбіду, тому в 1958-му його продукування в Бу припинили. В той же час, феросплавні потужності нарощували і того ж року потужність печей заводу досягнула 22 МВт, в 1977-му цей показник вийшов на рівень у 86 МВт, а на піку розвитку майданчик мав п’ять печей загальною потужністю 123 МВт. До асортименту продукції входили феромарганець та феросилікомарганець.
Ще в 1971-му головним акціонером Fyesa став Banco Santander, а в 1988-му всі акції Fyesa викупила компанія Sociedad Española de Carburos Metalicos, що колись сама почала діяльність з заводу карбіду кальцію в Берзі, а потім сконцентрувалась на феросплавах. На той час іспанська феросплавна галузь переживала кризу, свідченням чого, зокрема, стало скорочення потужності печей майданчику в Бу до 78 МВт. У 1992-му новим власником стала компанія FerroAtlántica (одночасно увійшла до іспанської групи Villar Mir), яка того ж десятиліття сконцентрувала у своїх руках всю феросплавну галузь Іспанії (заводи в Монсоні, Сее,  Сабоні, Думбрії). З 2015-го майданчик у Бу перейшов під контроль Ferroglobe, створеної шляхом злиття FerroAtlántica з американською Globe Specialty Metals.
В 2003 – 2004 провели модернізацію печей, що дозволило збільшити виробництво на 30%. Наразі на сайті заводу його річна потужність визначається як 12 тисяч тонн феросилікомарганцю, 45 тисяч тонн феромарганцю та 115 тисяч тонн рафінованого феромарганцю (під рафінованим зазвичай розуміють сплав із низьким або помірним вмістом вуглецю).
Можливо також відзначити, що необхідний для виробництва феросилікомарганцю кварц може постачатись належними Ferroglobe копальнями кварцу, як то Серрабаль, Сонія, Кончітіна та Есмеральда.